# PlayerUnknown's Battlegrounds
PlayerUnknown's Battlegrounds (PUBG) é um jogo eletrônico multiplayer desenvolvido pela PUBG Corporation (atual PUBG Studios), subsidiária da produtora coreana Bluehole (atual Krafton), utilizando o motor de jogo Unreal Engine 4. O jogo foi desenvolvido sob a liderança criativa de Brendan "PlayerUnknown" Greene, que havia previamente desenvolvido diversos mods para outros jogos eletrônicos inspirados no filme Battle Royale, de 2000.
O jogo consiste de até cem jogadores que caem de paraquedas em uma ilha em busca de armas e equipamento a fim de matar os outros jogadores, enquanto tentam sobreviver ao mesmo tempo. A área de jogo diminui progressivamente, confinando os sobreviventes a um espaço cada vez menor e forçando encontros. Ganha o último jogador ou time sobrevivente. O jogo permite tanto as perspectivas de primeira pessoa como em terceira pessoa.
O jogo foi lançado em março de 2017 para Microsoft Windows na plataforma de acesso antecipado da Steam, vendendo mais de 18 milhões de cópias nos primeiros oito meses, e atingindo um pico de mais de 2 milhões de jogadores simultâneos no final de 2017, sendo o jogo mais jogado da plataforma até então. A PUBG Corp. lançou a versão 1.0 do jogo no dia 20 de dezembro de 2017, e a versão para Xbox foi lançada no dia 12 de dezembro através do programa de testes Xbox Game Preview.
O jogo foi, de forma geral, bem recebido pela crítica, sendo nomeado para "jogo do ano" enquanto ainda estava em lançamento antecipado, mas recebendo comentários a respeito de bugs ainda presentes após a saída do acesso antecipado. Segundo os desenvolvedores, o jogo seria eventualmente voltado para eSports, mas, até o início de 2018, Greene considerava que o jogo "ainda não estava lá".

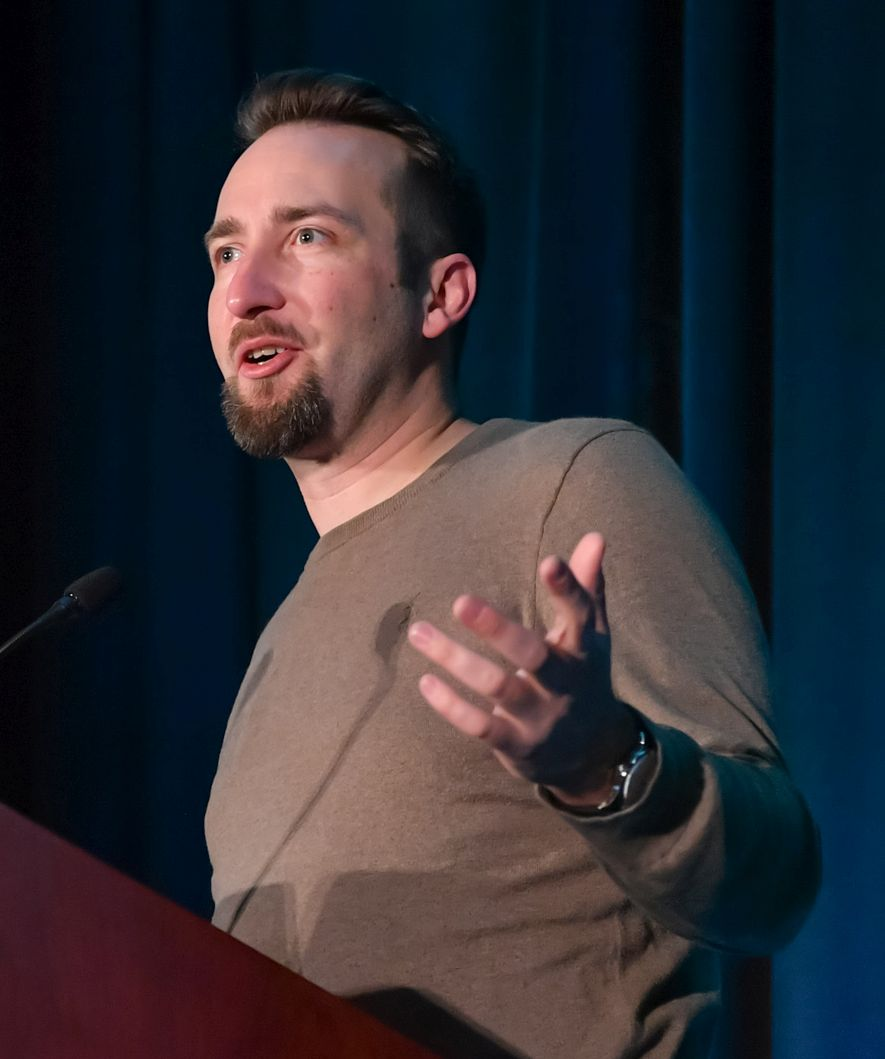
Brendan Greene, o criador do jogo, na Game Developers Conference de 2018.

## Lançamento

### Windows
O jogo foi inicialmente lançado em versões alfa e beta para um público restrito de 80 mil jogadores, incluindo streamers do site Twitch, e pouco antes de liberar o acesso antecipado na Steam a Bluehole abriu alguns servidores para outros streamers. O acesso antecipado foi lançado em 23 de março para Microsoft Windows. Inicialmente essa fase deveria durar até setembro de 2017, mas em julho de 2017, Greene anunciou que esse prazo seria estendido para que o jogo estivesse mais bem desenvolvido em seu lançamento oficial. Inicialmente, a Bluehole pensou que o jogo apenas ganharia grande popularidade apenas em seu lançamento, tento planejado o acesso antecipado para avaliar como o jogo se comportaria com um número moderado de jogadores. A explosão em popularidade ainda no acesso antecipado serviu para trazer a tona problemas de conectividade no jogo para os quais Bluehole se voltaria. Durante o mês de agosto, foram lançados patches semanais para correção de problemas. Nos meses seguintes, a quantidade de patches foi reduzida, pois os patches muito frequentes estavam causando problemas de estabilidade no jogo.

### Xbox One
Um port para video-games já era antecipado pela Bluehole, incluindo um para Xbox One após o lançamento para Windows, ao final de 2017. Apesar de inicialmente terem anunciado o port como um trabalho independente, mais tarde a Bluehole anunciou que teve ajuda da Microsoft. Também foi mencionado uma versão que permitiria o jogo entre jogadores de Xbox e Windows, mas não foi anunciada data para tal funcionalidade. O acesso antecipado ao jogo no Xbox One foi lançado em 12 de dezembro de 2017, tanto na forma de download digital como em mídia física. Em um evento promocional na Austrália, a Microsoft espalhou caixas como as do jogo pelo país, contendo o jogo e merchandising. Em 2018, atingiu a marca de 3 milhões de jogadores na plataforma.

### Na China
Tencent, uma empresa de video-games chinesa, se ofereceu para publicar o jogo na China em troca de uma participação na Bluehole Studio, mas a Associação Chinesa de Publicação Digital de Áudio e Vídeo anunciou em outubro de 2017 que jogos do tipo eram desencorajados, afirmando que eram violentos demais para os valores socialistas chineses, considerando o jogo como danoso aos jovens. Todavia, no mês seguinte, o governo chinês e as empresas envolvidas entraram em um acordo pela publicação do jogo no país, com mudanças sendo feitas ao jogo para este ser alinhado aos valores morais e socialistas chineses.

### Outras plataformas
Uma versão para PlayStation 4 estaria planejado, mas devido à assistência prestada pela Microsoft o jogo seria, por hora, exclusivo ao Xbox One. Até o final de 2017, não havia confirmação sobre planos futuros para o Playstation 4, mas haviam discussões com a Sony para o port. Segundo o CEO da empresa, o objetivo desta seria lançar o jogo em "todas plataformas possíveis", se "lhes fosse dado a oportunidade".
Um port para plataformas mobile foi anunciado para a versão chinesa do jogo.

### PUBG Lite
O PUBG Lite é uma versão gratuita do Battlegrounds que deve ser melhor reproduzida em computadores low-end e celulares Android e iOS com reduções significativas em detalhes gráficos e outros recursos, mas ainda mantendo um jogo completo. A versão destina-se a ser reproduzida em regiões onde as especificações mínimas do jogo podem ser difíceis para os jogadores médios, como as áreas no sudeste da Ásia, com um lançamento beta lançado pela primeira vez na Tailândia em janeiro de 2019.
No Brasil o pré registro foi aberto no dia 8 de Maio de 2019 mas o jogo só estará de fato disponível no dia 23 de Maio, o lançamento Global foi em 16 de Dezembro de 2019.

## Recepção
Enquanto ainda estava em acesso antecipado, Battlegrounds ganhou o prêmio de "Melhor Jogo Multiplayer" no The Game Awards 2017, sendo também indicado para "Jogo do Ano", o que gerou certo debate por ser o primeiro jogo em acesso antecipado a ser nomeado para tal prêmio. O jogo foi também premiado no Golden Joystick Awards, e em uma premiação da revista PC Gamer. Já a Entertainment Weekly avaliou o jogo como sétimo em sua lista dos melhores de 2017.
Após seu lançamento oficial, o jogo recebeu prêmios do site IGN, incluindo "melhor jogo para PC", bem como prêmios em outras publicações. Já a Eurogamer avaliou PUBG em quarto lugar dentre os cinquenta melhores jogos de 2017.

## Competição profissional
Além de um torneio de caridade realizado pela fabricante do jogo, esta realizou ainda, em agosto de 2017, um torneio com $350 mil em prêmios. Greene disse que sempre imaginou o jogo como feito para eSports, mas que seria um processo lento e que eles apenas perseguiriam tal objetivo de forma ativa quando o jogo estivesse mais maduro. Em Novembro de 2017, um torneio patrocinado pela Intel em Oakland distribuiu $200 mil em prêmios.
No início de 2018, Greene afirmou que o jogo ainda não estava pronto para eSports. No final do ano anterior, Rich Edmonds escrevendo para a Windows Central avaliou o jogo como "ainda não pronto para eSports", mencionando os bugs ainda presentes no mesmo, visão suportada por Eric Abent, escrevendo para a Slash Gear.
Em 2018 a PUBG Corp anunciou seu primeiro torneio oficial, com um prêmio total de dois milhões de dólares. A seleção dos participantes ocorre através de torneios classificatórios regionais. Segundo a empresa, o torneio seria uma demonstração do potencial do jogo para eSports.